# S/2004 S 7
S/2004 S 7 je jedním z měsíců Saturnu. Jeho objev oznámili Scott S. Sheppard, David C. Jewitt, Jan Kleyna a Brian G. Marsden v květnu roku 2005 na základně pozorování, které probíhalo od prosince 2004 až do března 2005. 
S/2004 S 7 má asi 6 kilometrů v průměru a obíhá Saturn ve vzdálenosti asi 20 999 000 kilometrů, oběh je retrográdní. Excentricita oběžné dráhy je 0,5299, sklon k ekliptice činí 166 stupňů a oběžná doba je 1140,24 dnů.